# 남원 주천 석장승
남원 주천 석장승(南原 朱川 石長栍)은 대한민국 전북특별자치도 남원시 주천면 호기 마을에서 육모정 쪽으로 500m 정도 떨어진 하천 옆에 자리한 돌장승이다. 1979년 12월 27일 전북특별자치도의 민속문화재 제16호로 지정되었다.

## 개요
호기 마을에서 육모정쪽으로 500m 정도 떨어진 하천 옆에 자리한 돌장승으로, 마을에서는 ‘미륵’, ‘미륵정’이라 부르고 있다.
높이 270cm, 둘레 221cm이며 목이 없고 원숭이 같은 얼굴이 가슴쪽에 붙어있다. 머리에는 패랭이를 쓰고 왕방울 눈에 볼도 볼록하게 나와있고, 커다란 주먹코에 웃는 표정을 짓고 있다.
옛날에 아들을 낳지 못한 여자의 꿈에 미륵(미래의 부처)이 나타나 아들을 낳게 해줄테니 집을 지어달라고 하여 아들을 낳은 후 집을 지어주었다는 전설이 내려온다.
장승을 처음 세운 연대는 알 수 없고, 근처 논 속에 있던 것을 조선 철종 1년(1850) 경 김근수씨가 지금의 자리에 세웠다. 매년 7월 7일이면 그 자손들이 모여 제사를 지낸다고 한다.

## 참고 자료
- 주천석장승 - 국가유산청 국가유산포털